# Arthur Yamga
Arthur Yamga (Paris, Francia, 7 de septiembre de 1996) es un futbolista francés de origen camerunés. Juega como delantero y su equipo actual es el Desportivo das Aves de la  Primeira Liga de Portugal.

## Clubes
| Club                     | País     | Año           |
| ------------------------ | -------- | ------------- |
| Chievo Verona            | Italia   | 2015-2019     |
| Robur Siena (cedido)     | Italia   | 2015-2016     |
| U.S. Arezzo (cedido)     | Italia   | 2016-2017     |
| Carpi FC (cedido)        | Italia   | 2017-2018     |
| Delfino Pescara (cedido) | Italia   | 2018          |
| Châteauroux (cedido)     | Francia  | 2018-2019     |
| Desportivo das Aves      | Portugal | 2019-Presente |